# Breviks glasbruk
Breviks glasbruk var verksamt 1899-1905. Det var beläget i Västervik och grundades av bland andra sedermera postmästaren i Djursholm Jonas Anton Petersson (1853-1943) och hans maka Ingeborg  (1860-1938), och ägdes därefter av Breviks glasbruks AB. Den huvudsakliga produktionen var inriktad på buteljglas. Bolaget gick i likvidation 1938.